# Рублёвка (Черкасская область)
Рублёвка (укр. Рублівка) — село в Чигиринском районе Черкасской области Украины.
Население по переписи 2001 года составляло 80 человек. Почтовый индекс — 20935. Телефонный код — 4730.

## Местный совет
20934, Черкасская обл., Чигиринский р-н, с. Новоселица